# Eric Close
Pour les articles homonymes, voir Close.
Eric Close est un acteur et réalisateur américain, né le 24 mai 1967 à Staten Island à New York.

## Biographie

### Enfance et formation
Son père est un chirurgien orthopédique, et Eric Close a deux frères cadets, Randy et Christopher. Il passe une grande partie de sa jeunesse à San Diego. Il déménage à Los Angeles pour suivre des cours à l'Université de Californie du Sud où il obtient une maîtrise en communications[réf. nécessaire].

### Carrière d'acteur
Son diplôme en communication obtenu, Eric Close assiste d'abord à plusieurs auditions et fait quelques publicités[réf. nécessaire]. Il décide finalement de commencer une carrière d'acteur[réf. nécessaire]. Sa première apparition est dans un épisode de MacGyver en 1991. Entre les pièces de théâtre et le cinéma, il acquiert de la notoriété à Hollywood, ce qui lui permet d'apparaître dans les seconds rôles dans plusieurs séries télévisées[réf. nécessaire].

### Carrière de réalisateur
Eric Close est très intéressé par la réalisation[réf. nécessaire]. Il réalise d'ailleurs plusieurs épisodes de FBI : Portés disparus lors des saisons 5, 6 et 7. Il achète aussi les droits de réalisation pour un roman Hope Rising de Kim Meeder[réf. nécessaire], l'histoire d'un couple qui redonne espoir à des adolescents en difficulté grâce aux chevaux.

### Vie privée
L'acteur est marié depuis 1995 à Keri, une assistante sociale. Ils ont ensemble deux petites filles, Katie et Ella. Il est également impliqué dans une association de recherche d'enfants disparus ou exploités[réf. nécessaire].

## Filmographie

### En tant qu’acteur

#### Court métrage
- 2008 : Saving Angelo (en) de Dominic Scott Kay : le père

#### Films
- 1992 : Sans rémission (American Me) d’Edward James Olmos : l’agresseur
- 1993 : Taking Liberty de Stuart Gillard : Adam
- 1994 : Dans le piège de l'oubli (en) (Without Consent) : David Mills
- 1999 : Au bout du désespoir (en) (The Sky Is Falling) de Florrie Laurence : Mike
- 2001 : Liberty, Maine de Josiah Emery
- 2003 : Alvarez et Cruz (Alvarez & Cruz) d’Alex D'Lerma, Vince Lozano et Paul Maggetti : Charlie
- 2015 : American Sniper de Clint Eastwood : Snead, agent de DIA
- 2017 : Christmas Crime Story de Richard Friedman : Randall Edwards
- 2018 : Indivisible de David G. Evans : le lieutenant Jacobsen
- 2018 : Legal Action de Brent Christy : Casey McKay

#### Séries télévisées
- 1991 : MacGyver : le gardien (saison 7, épisode 4 : Le Syndrome de Prométhée (The Prometheus Syndrome))
- 1992 : Major Dad : Jim (saison 3, épisode 20 : The 'L' Word)
- 1992-1993 : Santa Barbara : Sawyer Walker (87 épisodes)
- 1994 : McKenna (en) : Brick McKenna (3 épisodes)
- 1995-1996 : Les Sœurs Reed (Sisters) : William Griffin (15 épisodes)
- 1996-1997 : Dark Skies : L'Impossible Vérité : John Loengard (19 épisodes)
- 1998-2000 : Les Sept Mercenaires : Vin Tanner, le tireur d'élite (22 épisodes)
- 1999 : Un agent très secret : Michael Wiseman (22 épisodes)
- 2002 : Disparition : John (4 épisodes)
- 2002-2009 : FBI : Portés disparus : Martin Fitzgerald (160 épisodes)
- 2005 : Kim Possible : Crash Cranston (saison 3, épisode 10 : Team Impossible)
- 2005 : Péchés de jeunesse (Seven Deadly Sins) : Jack Powell (2 épisodes)
- 2010 : Esprits criminels : le détective Matt Spicer (saison 5, épisode 23 : Plus sombre que la nuit (1re partie) (Our Darkest Hour))
- 2011 : Chaos : Michael Dorset (13 épisodes)
- 2011 : American Horror Story : Hugo Langdon (2 épisodes)
- 2011-2013 : Suits, avocats sur mesure : Travis Tanner (6 épisodes)
- 2012 : New York, unité spéciale : Colin Barnes (saison 13, épisode 20 : Le Donneur 141 (Father Dearest))
- 2012-2017 : Nashville : Teddy Conrad (68 épisodes)

#### Téléfilms
- 1991 : Keeping Secrets de John Korty : Michael, jeune
- 1994 : Hercule et le Royaume oublié (Hercules: The Legendary Journeys - Hercules and the Lost Kingdom) de Harley Cokeliss : Telamon
- 1994 : Without Consent de Robert Iscove : David Mills
- 1995 : La Vérité en face (The Stranger Beside Me) de Sandor Stern : Chris Gallagher
- 1995 : Long Island Fever de Stephen Surjik : Scott Parks
- 2001 : La Bonne Étoile (Follow the Stars Home) de Dick Lowry : Mark McCune
- 2004 : Le Crash du vol 323 (NTSB: The Crash of Flight 323) de Jeff Bleckner : Tom Price
- 2010 : La Femme de trop (Unanswered Prayers) de Steven Schachter : Ben Beck
- 2016 : The Death of Eva Sofia Valdez de Thor Freudenthal : Blair Monroe
- 2018 : Organiser le Noël parfait (Christmas in the Air) de Martin Wood : Robert Trent
- 2019 : Faix un vœu pour Noël (Angel Falls: A Novel Holiday) de Jonathan Wright : Anthony, ange gardien

### En tant que réalisateur

#### Séries télévisées
- 2007-2009 : FBI : Portés disparus (4 épisodes)
- 2014-2015 : Nashville (2 épisodes)

#### Téléfilms
- 2018 : Christmas at Graceland
- 2019 : 
  - The Christmas Song (postproduction)
  - Wedding at Graceland (préproduction)
  - Une famille en cadeau (Christmas at Graceland: Home for the Holidays)
  - Le chœur de Noël (A Christmas Love Story)

## Voix françaises
En France, Guillaume Lebon est la voix française régulière d'Eric Close.
En France
| - Guillaume Lebon dans : - Dark Skies : L'Impossible Vérité (série télévisée) - Un agent très secret (série télévisée) - FBI : Portés disparus (série télévisée) - Le Crash du vol 323 (téléfilm) - Esprits criminels (série télévisée) - Péchés de jeunesse (téléfilm) - American Horror Story (série télévisée) - Chaos (série télévisée) - La Femme de trop (téléfilm) - New York, unité spéciale (série télévisée) - Suits, avocats sur mesure (série télévisée) - American Sniper - Un Noël émouvant (téléfilm) | Et aussi - Jérôme Berthoud dans McKenna (série télévisée) - Jean-Pierre Falloux dans Les Sœurs Reed (série télévisée) - Maurice Decoster dans Les Sept Mercenaires (série télévisée) - Charles Borg dans Au bout du désespoir (téléfilm) - Vincent Ropion dans Disparition (mini-série télévisée) - Michelangelo Marchese dans Nashville (série télévisée) |

Au Québec